# Берестейское шоссе
Берестейское шоссе (укр. Берестейське шосе) — улица в Святошинском районе города Киева. Пролегает от проспекта Победы до улицы Бударина. Протяжённость шоссе — 3,5 км.

## История
Является древней магистралью, сформировавшейся на пути в Житомир. Первоначально известно как Житомирское и Киево-Брестское шоссе в начале XIX века.
С конца XIX века — под нынешним названием, которое получило от города Бреста; также активно застраивается. С 1950-х годов застройка шоссе соединила Киев и бывший пригород Святошино, шоссе стало застраиваться пяти- и семиэтажными домами. В 1964–1985 годах часть шоссе переименована в Брест-Литовский проспект (с 6 мая 1985 по 2023 год — проспект Победы); название которого предлагалось вернуть в 2017 году. 9 февраля 2023 года на пленарном заседании Киевского городского совета депутаты поддержали переименование  Брест-Литовского шоссе в Берестейское шоссе, которое вступит в силу после публикации решения.
Шоссе до 1985 года составляло единую улицу с современными проспектом Победы и улицей Бударина общей протяжённостью 10,6 км.